# Wiktor Borowkow
Wiktor Dmitrijewicz Borowkow (ros. Виктор Дмитриевич Боровков; ur. 15 marca?/28 marca 1916 w Szui, zm. 4 sierpnia 1995 w Jelcu) – radziecki lotnik wojskowy i polarny, pułkownik, Bohater Związku Radzieckiego (1949).

## Życiorys
Po ukończeniu szkoły fabrycznej pracował jako ślusarz, w 1936 skończył rabfak (fakultet robotniczy) Instytutu Energetycznego w Iwanowie i jednocześnie aeroklub w Iwanowie, w marcu 1936 został powołany do Armii Czerwonej i skierowany do szkoły lotniczej.
W 1939 ukończył lotniczą szkołę cywilnej floty powietrznej w Tambowie, później pracował w Taszkencie jako pilot, w 1940 skończył wojskową lotniczą szkołę pilotów w Konotopie i został instruktorem w szkole lotniczej w Odessie, szkolił kadry pilotów myśliwców. W 1943 pracował na trasie „Alsib” (Alaska-Syberia), w 1944 został członkiem partii komunistycznej.
Wiosną 1948 brał udział w ekspedycji „Siewier-2” do Arktyki. W składzie grupy trzech myśliwców Ła-11 wykonał przelot na trasie Moskwa-Mys Szmidta (na Czukotce), pokonując 8500 km nad lodami Oceanu Arktycznego i dwukrotnie wykonując lądowanie na lodowym lotnisku znajdującym się na 82 stopniu 15 minutach szerokości północnej.
W lipcu 1950 został komenderowany służbowo do Chin, skąd od października 1950 do lutego 1951 brał udział w wojnie w Korei jako dowódca eskadry 28. gwardyjskiego lotniczego pułku myśliwskiego, 11 listopada 1950 zestrzelił amerykański samolot. W 1958 został zwolniony do rezerwy w stopniu pułkownika. Otrzymał honorowe obywatelstwo Szui.

## Odznaczenia
- Złota Gwiazda Bohatera Związku Radzieckiego (6 grudnia 1949)
- Order Lenina
- Order Czerwonego Sztandaru (dwukrotnie)
- Order Wojny Ojczyźnianej I klasy (dwukrotnie)
- Order Czerwonej Gwiazdy (trzykrotnie)